# Уинский завод
Уи́нский медеплави́льный заво́д — небольшой металлургический завод на Западном Урале, действовавший с 1748 до 1862 года. С 1858 года назывался Ольгинский Второй.

## История
Завод был основан кунгурским купцом Т. И. Шавкуновым на реке Уя, притоке Аспы, в 70 верстах к юго-западу от Кунгура. Строительство началось в 1748 году, запуск завода в составе двух медеплавильных печей состоялся 22 декабря 1749 года. 11 июня 1750 года были запущены ещё две печи.
В 1750 году на заводе было выплавлено 938 пудов меди, в период с 1751 по 1760 год — 8,3 тыс. пудов. Т. И. Шавкунову не удалось получить приписных крестьян, поэтому на заводе постоянно не хватало рабочей силы. В 1761 году на заводе функционировала плотина, 5 медеплавильных печей, шплейзофен с 2 горнами, 1 штыковой горн, горн для переделки чугуна, цех расковки меди с горном и молотом, мусорная толчея, кузница на 2 горна, меховая и вспомогательные сооружения. Все заводские постройки были обнесены крепостными стенами с башнями, рвом и рогатками.
В 1762 году владельцем Уинского завода стал А. И. Глебов, купивший завод за долги у наследников Т. И. Шавкунова, с 1769 года — С. Я. Яковлев. В 1761—70 годах было выплавлено 12,4 тыс. пудов меди. В этот период на заводе трудилось 86 мастеровых. В 1772 году на заводе числилось 86 крепостных крестьян. 7 декабря 1773 года завод был остановлен, успев произвести 2,2 тыс. пудов меди. В конце декабря 1773 года он подвергся нападению восставших. 16 июня 1774 года завод был захвачен отрядами Е. И. Пугачёва, разграблен и сожжён. В ходе пожара сгорели все фабрики и запасы угля, сохранились только 2 медеплавильные печи. 15 января 1775 года начались восстановительные работы, которые сильно затянулись из-за нехватки рабочих и строительных материалов. В 1775 году завод произвёл 538 пудов меди, в 1771—1780 годах — 22,3 тыс. пудов. В 1781—1790 годах было выплавлено 23,3 тыс. пудов меди, в 1791—1800 годах — 19,2 тыс. пудов.
С 1787 года заводом владел сын С. Я. Яковлева, Сергей Саввич.
С 1818 года завод находился во владении наследников С. С. Яковлева. Постоянно испытывалась нехватка сырья и трудности при реализации готовой продукции. Предприятие работало в единой технологической цепочке с Шермяитским медеплавильным заводом. В 1858 году завод стал собственностью Ольги Никифоровны Рошефор, по имени которой стал называться Ольгинский Второй. В 1860 году было произведено 593 пудов меди, в 1861 году — 580 пудов.
В 1862 году завод был закрыт, выплавив за годы своего существования 294,3 тыс. пудов меди со средней производительностью 2,6 тыс. пудов в год. Ныне на месте заводского поселения находится село Уинское Пермского края.